# Dieter Schinzer
Dieter Schinzer (* 7. Juli 1953 in Gudensberg) ist ein deutscher Chemiker an der Otto-von-Guericke-Universität Magdeburg. Er ist vor allem für eine Anzahl von erstveröffentlichten Totalsynthesen bekannt, insbesondere zu Epothilonen.

## Leben
Schinzer studierte von 1974 bis 1977 an der Philipps-Universität Marburg Chemie und erwarb 1980 bei Manfred T. Reetz an der Rheinischen Friedrich-Wilhelms-Universität Bonn mit der Arbeit Präparative und mechanistische Aspekte von Hydrideliminierungen aus Carbanionen einen Doktorgrad (Dr. rer. nat.). Als Postdoktorand arbeitete Schinzer mit einem Feodor-Lynen-Stipendium der Alexander von Humboldt-Stiftung bei Clayton H. Heathcock an der University of California, Berkeley und mit einem Liebig-Stipendium des Fonds der Chemischen Industrie bei Ekkehard Winterfeldt an der Gottfried Wilhelm Leibniz Universität Hannover, bei dem er 1986 auch habilitierte. Ebenfalls 1986 erhielt er eine Ehrenmedaille der Stiftung Werner-von-Siemens-Ring für Jungwissenschaftler.
Mit Unterstützung des Heisenberg-Programms arbeitete Schinzer zunächst weiter an der Universität Hannover, bevor er 1989/90 eine Interimsprofessur an der Georg-August-Universität Göttingen innehatte. Eine Gastprofessur führte Schinzer an die University of Wisconsin–Madison, bevor er 1990 an der Technischen Universität Braunschweig eine Professur erhielt. 1996 erhielt Schinzer einen Ruf an die Otto-von-Guericke-Universität Magdeburg. Einen Ruf an die Universität Oslo 2001 lehnte er ab.
Seit 2002 war Schinzer Leiter des Unternehmens MOLISA (Molecular Links Sachsen-Anhalt) mit Sitz in Magdeburg, das 2012 in Insolvenz aufgelöst wurde. Von 2002 bis 2005 war er außerdem Dekan der Fakultät für Verfahrens- und Systemtechnik der Universität Magdeburg. Schinzer war und ist in zahlreichen Gremien der europäischen Wissenschaftsorganisation COST aktiv.
Schinzer befasst sich vor allem mit der Totalsynthese biologisch aktiver Naturstoffe, mit Arzneistoffdesign und der Beziehung zwischen chemischer Struktur und der Funktion von Molekülen. Neben Samuel Danishefsky und Kyriacos Costa Nicolaou zählte Schinzer zu den ersten, denen eine Totalsynthese eines Epothilons gelang.

## Veröffentlichungen (Auswahl)
- von Langermann, Jan; Lorenz, Heike; Boehm, Oliver; Flemming, Anke; Bernsdorf, Arne; Köckerling, Martin; Schinzer, Dieter; Seidel-Morgenstern, Andreas: (3R *,5'S *)-6,7-Dimethoxy-3-(4'-methoxy-6'- methyl-5',6',7',8'-tetrahydro-1,3-dioxolo[4,5-g]isoquinolin-5'-yl)isobenzofuran-1(3H)-one (racemic α-noscapine). In: Acta crystallographica. - Copenhagen : MunksgaardActa crystallographica / E, Bd. 66.2010, 3, insges. 11 S.;
- Schinzer, Dieter: The aldol reaction in natural product synthesis : the epothilone story. In: Mahrwald, Rainer (Hrsg.): Modern aldol reactions. Vol. 1 : Enolates, biocatalysis and natural product synthesis. Weinheim : Wiley-VCH, 2004, S. 311–328
- Schinzer, Dieter; Schulz, Claudia (ext.); Krug, Olga (ext.): Studies toward the total synthesis of sorangicins : asymmetric synthesis of the key fragments. In: Synlett : accounts and rapid communications in synthetic organic chemistry. [Stuttgart](2004), Nr. 15, S. 2689–2692
- Schinzer, Dieter; Boehm, Oliver M. (ext.); Altmann, Karl-Heinz (ext.); Wartmann, Markus (ext.): Synthesis and biological evaluation of furano-epothilone C. In: Synlett : accounts and rapid communications in synthetic organic chemistry. [Stuttgart](2004), Nr. 8, S. 1375–1378
- Schinzer, Dieter; Bourguet, Erika (ext.); Ducki, Sylvie (ext.): Synthesis of Furano-Epothilone D. In: Chemistry : a European journal. [Weinheim] 10(2004), Nr. 13, S. 3217–3224
- Schinzer, Dieter; Mueller, Norbert; Fischer, Axel; Priess, Jan W. (ext.): Intramolecular [3+2]-hetero-annulation of allylsilanes with 1,3-cyclohexanedions and its application in the synthesis of hexacyclic hopane triterpenes. In: Synlett : accounts and rapid communications in synthetic organic chemistry. [Stuttgart](2000), Nr. 9, S. 1265–1268
- Schinzer, Dieter; Altmann, Karl-Heinz (ext.); Stuhlmann, Friedrich; Bauer, Armin; Wartmann, Markus (ext.): Synthesis and biological evaluation of aza-epothilones. In: ChemBioChem 1(2000), Nr. 1, S. 67–70
- Schinzer, Dieter; Limberg, Anja (ext.): Epothilone : neue Wirkstoffe gegen Krebs. In: Magdeburger Wissenschaftsjournal [Magdeburg] 5(2000), Nr. 1, S. 23–30